# Stora Karlsö

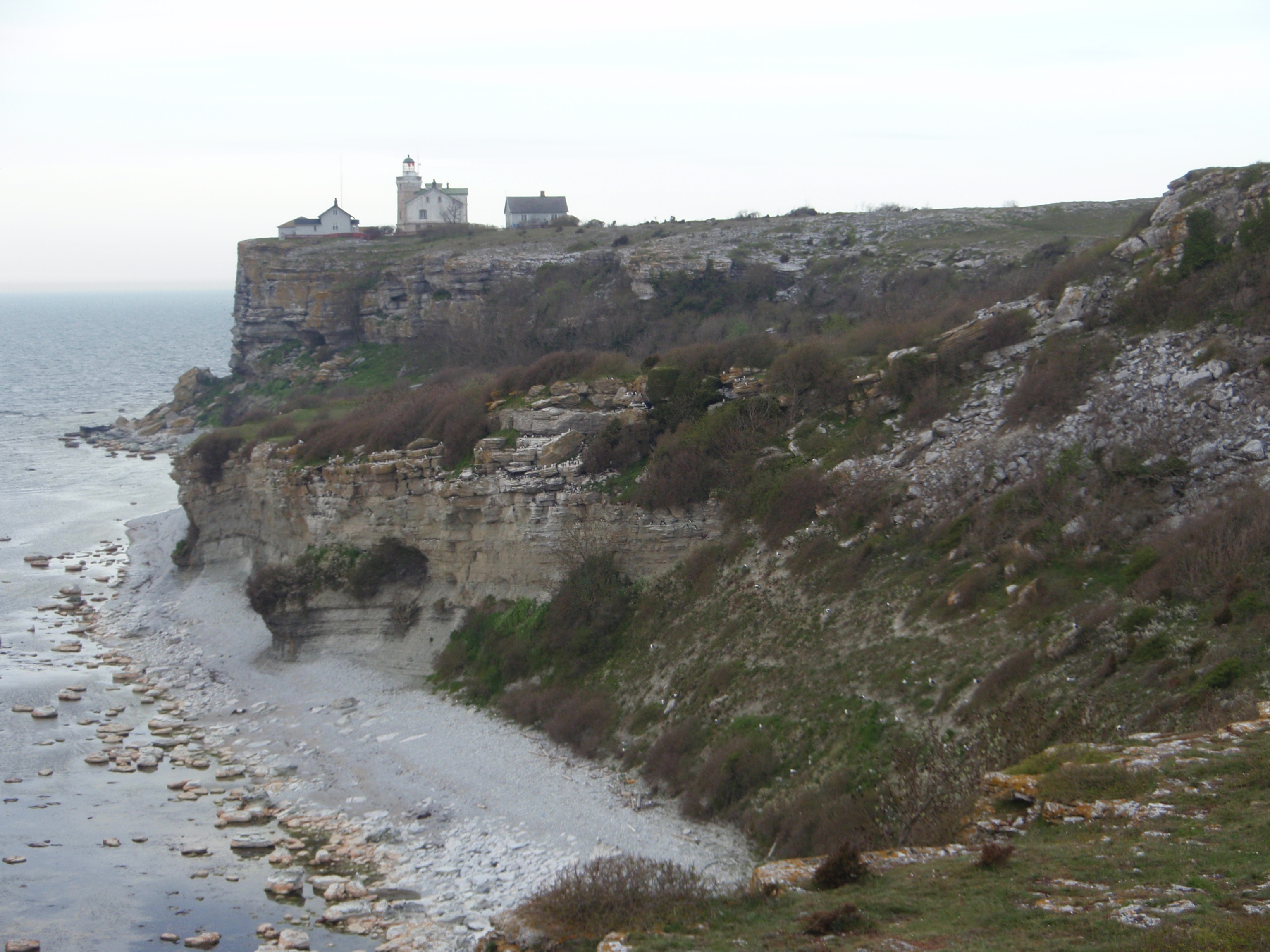
Stora Karlsö, klip met vuurtoren

Stora Karlsö (Groot Karelseiland) is een Zweeds kalkeilandje, ongeveer 7 km ten westen van Gotland en op ongeveer 4,5 km afstand van Lilla Karlsö (Klein Karelseiland).
Het heeft een oppervlakte van ongeveer 2,5 km2, vergelijkbaar met het Nederlandse waddeneiland Rottumeroog. Het wordt gedomineerd door een cirkelvormig tot 45 meter hoog plateau, dat aan de kust meest steil afdaalt naar zee. Aan de noord- en zuidkant bevinden zich echter enkele landingsmogelijkheden. 
Het eiland kent geen permanente bewoning en is een natuurreservaat en rustplaats voor vele vogels. Men kan het eiland in de zomer bezoeken en er ook overnachten. Boten vertrekken vanaf Klintehamn. Het eiland is eigendom van Karlsö Jagt- och Djurskyddsförenings AB.

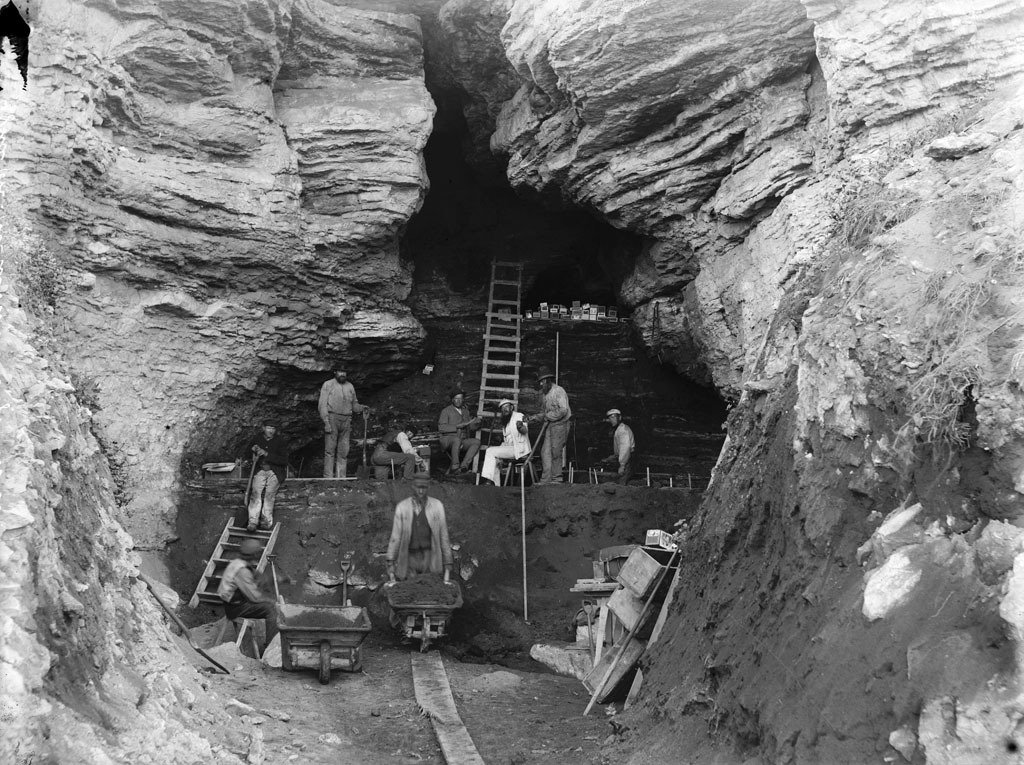
Archeologische opgraving naar de steentijd nederzetting in de grot van Stora Förvar, 1888-1893
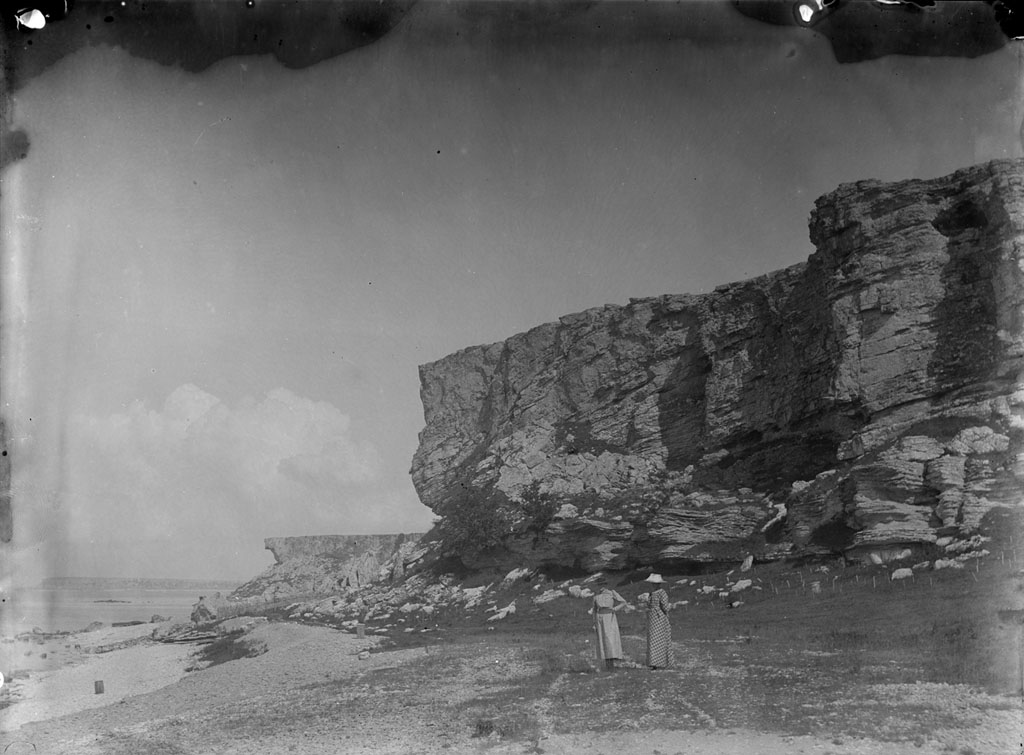
Twee vrouwen op het strand van Norderhamn, nabij de grot van Stora Förvar, 1892
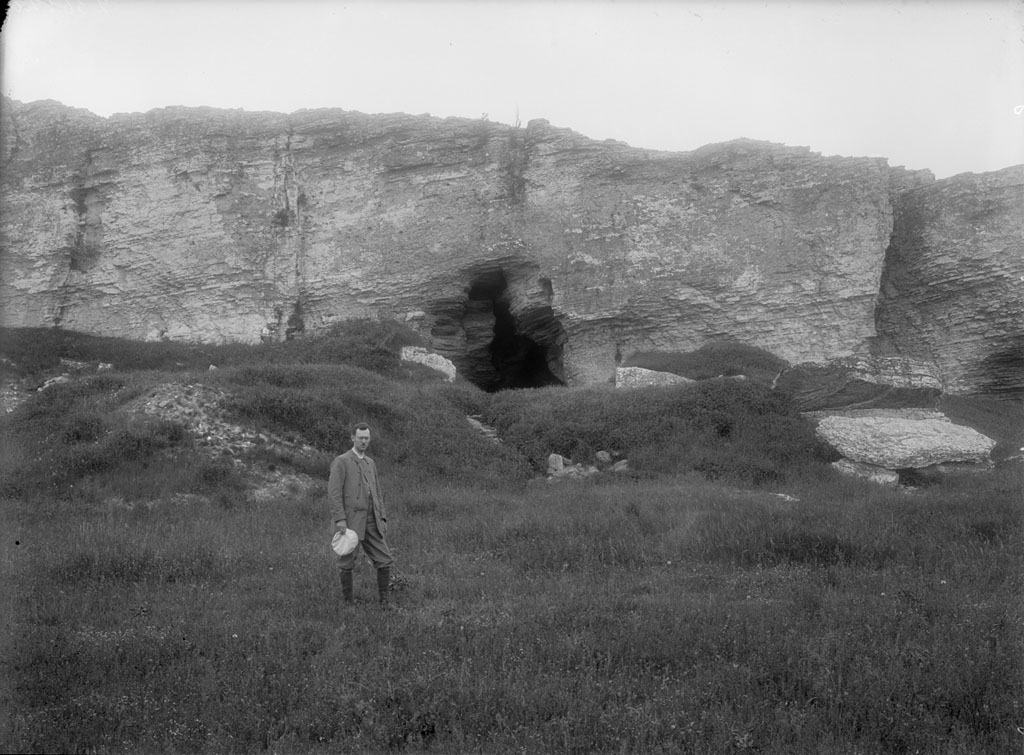
Een man voor de grot van Stora Förvar, 1912
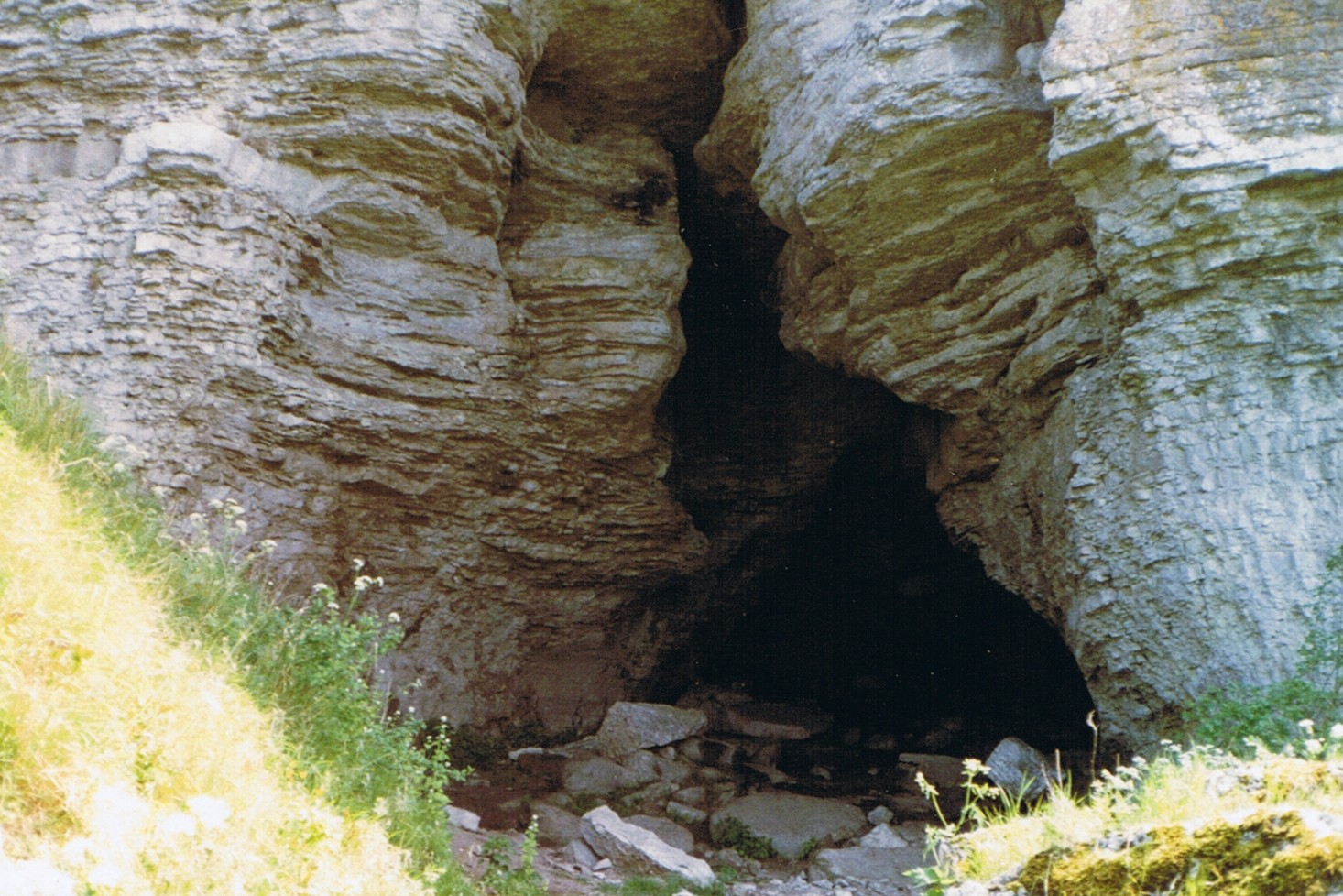
De grot van Stora Förvar, 1980